# Ascidia malaca
Ascidia malaca är en sjöpungsart som beskrevs av Traustedt 1883. Ascidia malaca ingår i släktet Ascidia och familjen Ascidiidae. Inga underarter finns listade i Catalogue of Life.